# 寺野村 (愛知県)
寺野村（てらのむら）は、愛知県西春日井郡にかつてあった村。現在の清須市寺野に該当する。

## 沿革
- 明治22年（1889年）10月1日 - 町村制の施行により、寺野村・助七新田が合併して寺野村が発足。
- 明治39年（1906年）4月1日 - 新川町・桃栄町・阿原村と合併して改めて新川町が発足。同日寺野村廃止。